# ترنتون (فلوریدا)
ترنتون (به انگلیسی: Trenton) شهرکی در شهرستان گیل‌کرایست ایالت فلوریدا است که در سال ۱۹۱۱ بنیان‌گذاری شده‌است. این شهرک طبق سرشماری سال ۲۰۱۰ میلادی، ۱٬۷۱۷ نفر جمعیت داشته و مساحت آن نیز ۶٫۷ کیلومتر مربع است.